# 和光同尘
和光同尘是中国大陆男歌手周深为电视剧《大江大河2》演唱的主题曲。于2020年12月16日作为数字单曲发布，后收录于录音室专辑《大江大河2 电视剧原声带》。此曲获得腾讯音乐娱乐盛典年度十大金曲、东方风云榜年度十大金曲及最佳作词、影视音乐盛典时代难忘电视剧金曲等七个奖项。

## 背景和风格
《大江大河2》是2020年电视剧，为该系列剧的第二部，讲述的是改革开放大潮中，实践者们勇立潮头，建设新时代的故事。《和光同尘》是该剧的的主题曲，由周深演唱。2020年12月16日，《和光同尘》在音乐平台作为单曲正式上线，同名MV也随之发布。12月20日收录于录音室专辑《大江大河2 电视剧原声带》。
乐评人认为：“用心去听周深的这首《和光同尘》，我们仿佛能看到无数时代浪潮中的年轻人不畏艰苦、拼搏奋斗的精神”“周深是乐坛不可多得的实力唱将，他的歌总能给予我们温暖与力量”。
CCTV-15《音乐周刊》节目报道这首歌：“这首歌温润的曲调，动人的曲风，加上周深温暖人心的歌声，串联起了剧中人物命运的起承转合，歌曲的MV里浓缩了主人公们拼搏奋进、悲欢笑泪的情节，让观众在好听的音乐当中，感受到了剧中人物为理想而拼搏的坚定信念。”

## 重要演出
2021年1月16日，在抖音年度盛典绽放之夜，周深演唱了《有可能的夜晚》与《和光同尘》，是这首歌的首唱。
2021年1月23日，在腾讯音乐娱乐盛典，周深获得年度最佳内地男歌手奖项，并演唱了《化身孤岛的鲸》与《和光同尘》。
2021年3月13日，在东方卫视《2021中国电视剧品质盛典》，周深与王凯合唱了《和光同尘》。
2021年5月10日，在东方卫视《2021中国品牌日晚会》上，周深现场演唱了《和光同尘》。
2021年6月1日，在《富春山居图》合璧十周年纪念活动上，周深现场演唱了《和光同尘》。
2021年11月17日，周深在第28届东方风云榜现场演唱《和光同尘》。
2021年12月25日，周深参加中国移动第15届《音乐盛典咪咕汇》并现场演唱了《触不可及》、《和光同尘》、《望》、《光亮》四首歌曲。
2022年11月6日，周深参加湖南卫视《第31届中国电视金鹰奖颁奖晚会》，情境联唱《与光同行》（《光字片》《和光同尘》《生活总该迎着光亮》），实时直播关注度成为卫视收视榜冠军。
2022年3月25日，周深参加《2022微博之夜》，现场直播演唱歌曲《和光同尘》，临近结尾处采用了不同的演唱方式，并获得“微博年度男歌手”奖项。
2023年6月23日，周深参加第28届上海电视节白玉兰奖颁奖典礼，在歌曲串烧中演唱了《和光同尘》片段。
2024年10月6日，在重庆奥林匹克体育中心体育场举行的《2024周深9.29Hz巡回演唱会》上，现场点歌环节，观众点歌《和光同尘》，周深现场演唱此曲。

## 创作者
以下内容整理自QQ音乐:
- 演唱：周深
- 词：董颖达
- 曲：董颖达
- 编曲：董颖达
- 制作人：董颖达
- 和声：周深
- 人声录音/配唱：徐威@V-Studio（上海）
- 混音/母带：赵靖BIG.J@SBMS Beijing
- 特别鸣谢：周深工作室
- 版权方：东阳正午阳光影视有限公司

## 排行榜
根据MUSA音乐指数，《和光同尘》一周播放量达到9250万+单曲播放量，48万+MV播放量，是周深同期在榜播放量最高的歌曲。
《和光同尘》连同《画绢》《归处》3首歌曲连力，助力周深第2次拿下由你音乐榜人气得分十连冠。
凭借《和光同尘》，专辑《大江大河2 电视剧原声带》成为歌曲进入由你音乐榜TOP10次数最多的影视OST专辑之一。
根据QQ音乐的盘点，截至2022年12月21日，《和光同尘》是周深三十首在QQ音乐获得百万以上收藏的歌曲之一(按照歌曲在QQ音乐上线时间倒序排列)。
| 日榜（2020-21年）                      | 峰值 |
| -------------------------------------- | ---- |
| 中国（QQ音乐巅峰飙升榜）               | 1    |
| 中国（酷我音乐新歌榜）                 | 1    |
| 马来西亚（GoXuan (电台)Top 10 At Ten） | 1    |
| 中国（酷狗音乐华语新歌榜）             | 2    |
| 中国（QQ音乐巅峰新歌榜）               | 2    |
| 中国（QQ音乐巅峰听歌识曲榜）           | 2    |
| 中国（酷我音乐华语榜）                 | 2    |
| 中国（酷我音乐流行趋势榜）             | 2    |
| 中国（QQ音乐巅峰流行指数）             | 3    |
| 中国（酷我音乐飙升榜）                 | 3    |
| 中国（酷狗音乐TOP500）                 | 4    |
| 中国（QQ音乐巅峰人气榜）               | 4    |
| 中国（酷我音乐热评榜）                 | 9    |
| 中国（bilibili全区排行榜音乐区）       | 21   |

| 周榜（2020-21年）                     | 峰值              |
| ------------------------------------- | ----------------- |
| 中国（东方风云榜）                    | 1                 |
| 中国（由你音乐榜人气得分）            | 1 （TOP1次数：6） |
| 中国（酷我音乐新声乐力榜)             | 1                 |
| 中国（QQ音乐影视金曲榜)               | 1                 |
| 中国（环球音乐榜）                    | 1                 |
| 中国（由你音乐榜OST最佳单曲）         | 1                 |
| 中国（中国歌曲排行榜）                | 1 （上榜10周）    |
| 中国（由你音乐榜）                    | 2                 |
| 中国（QQ音乐内地榜）                  | 2                 |
| 中国（全球华人歌曲排行榜）            | 3                 |
| 中国（安徽音乐广播音乐昆昆说）        | 4                 |
| 中国（全球华语广播歌曲排行榜-新歌榜） | 4                 |
| 中国（QQ音乐MV内地榜）                | 7                 |
| 中国（QQ音乐MV全球榜）                | 12                |
| 中国（QQ音乐巅峰热歌榜）              | 55                |

## 奖项
| 年份 | 颁奖机构                       | 奖项类别 | 奖项                              | 领奖人 | 结果 |
| ---- | ------------------------------ | -------- | --------------------------------- | ------ | ---- |
| 2021 | 第三届《腾讯音乐娱乐盛典》     | 颁奖典礼 | 年度十大金曲《和光同尘》          | 周深   | 獲獎 |
| 2021 | 东方卫视《2021电视剧品质盛典》 | 颁奖典礼 | 电视剧品质金曲《和光同尘》        | 周深   | 獲獎 |
| 2021 | 第28届东方风云榜               | 颁奖典礼 | 十大金曲《和光同尘》              | 周深   | 獲獎 |
| 2021 | 第28届东方风云榜               | 颁奖典礼 | 最佳作词《和光同尘》              | 董颖达 | 獲獎 |
| 2021 | 动感101                        | 年度榜单 | 最动感101年度金曲TOP5《和光同尘》 |        | 獲獎 |
| 2022 | 2021腾讯音乐由你榜年度盘点     | 年度榜单 | 6周总得分TOP8《和光同尘》         |        | 獲獎 |
| 2024 | 东方卫视《2024影视音乐盛典》   | 颁奖典礼 | 时代难忘电视剧金曲《和光同尘》    | 周深   | 獲獎 |